# Tadeusz Heftman
Tadeusz Heftman (ur. 9 maja 1906 w Sosnowcu, zm. 1995 w Wielkiej Brytanii) – inżynier radiotechnik, pionier krótkofalarstwa w Polsce; syn adwokata Józefa Eugeniusza Heftmana oraz Anieli Adeli z Bobowskich.

## Życiorys
Od młodości przejawiał zdolności konstruktorskie – budował odbiorniki i nadajniki radiowe. Uczył się początkowo w domu, od 1915 w prywatnym gimnazjum Karola Araszkiewicza w Sosnowcu, od 1920 w Państwowym Gimnazjum im. S. Staszica (obecnie IV LO) w Sosnowcu. Po zdaniu egzaminu dojrzałości w 1925, we wrześniu podjął naukę na Wydziale Elektrycznym Politechniki Warszawskiej. Od 1929 studiował na politechnice w Grenoble, tam uzyskał dyplom i tytuł inżyniera elektronika.
Od początku 1924 roku w Sosnowcu działała jedna z najstarszych organizacji radioamatorskich w Polsce – Komitet Szkolenia Młodzieży w Radjotechnice, założona przez jego ojca. 6 grudnia 1925 roku Tadeusz Heftman, używając znaku TPAX, przeprowadził pierwszą potwierdzoną amatorską łączność z radioamatorem holenderskim N0PM. Pół roku później w kwietniu 1926 roku pod tym samym znakiem TPAX przeprowadził pierwszą łączność międzykontynentalną z amerykańskim krótkofalowcem U1AAO. Połączenia te udokumentowano kartami QSL, opublikowanymi w jubileuszowym, grudniowym numerze „Krótkofalowca Polskiego”. Daty te uznaje się za narodziny polskiego krótkofalarstwa. Od tego czasu następuje jego dynamiczny rozwój; w grudniu 1925 powstaje pierwsze na świecie biuro QSL.
Tadeusz Heftaman przed wojną był głównym inżynierem i konstruktorem Warszawskiej Wytwórni Radiotechnicznej AVA, spółki założonej we współpracy ze Sztabem Głównym WP. AVA produkowała m.in. radiostacje lotnicze i morskie, sprzęt radiołączności oraz radiopodsłuchu dla Biura Szyfrów, a także sprzęt łączności m.in. dla Policji i Straży Granicznej. W Wytwórni AVA złamano konstrukcję pierwszych wersji (handlowej wersji) niemieckiej maszyny szyfrującej Enigma oraz wyprodukowano polską maszynę szyfrującą, od pierwszych liter nazwisk jej twórców nazwaną LACIDA. Heftman zaprojektował także konspiracyjne radiostacje dla polskiego wywiadu – Oddziału II Sztabu Głównego Naczelnego Dowództwa Wojska Polskiego, typu A1 (AP-1), zwane „pipsztokami”. „Wytwórnia radiotechniczna AVA prawie od czasu swego powstania była głównym dostawcą sprzętu radiowego i specjalnego dla Sztabu Głównego i odegrała znaczną rolę w rozwiązaniu „Enigmy”.
Po wybuchu wojny zaprojektował dla Sztabu Naczelnego Wodza zespół 16 radiostacji nadawczo – odbiorczych, które służyły do łączności z radiostacjami Armii Krajowej oraz wspierały łączność pomiędzy okręgami AK w okupowanej Polsce.
W listopadzie 1940 w Stanmore, na północny zachód od Londynu, zaczęły działać Polskie Wojskowe Warsztaty Radiowe (PWWR, ang. Polish Wireless Research Unit), początkowo jako zaplecze techniczne dla Ośrodka Radio Sztabu Naczelnego Wodza. W Stanmore działała także polska radiostacja „Marta” oraz polska sekcja radiowywiadu. Siedzibą PWWR były baraki przy Gordon Avenue: Instead House oraz Herendile House. Głównym konstruktorem PWWR został inż. Heftman. W Stanmore, dzięki współpracy z SOE oraz Oddziałem VI Sztabu Naczelnego Wodza kierował wytwarzaniem zminiaturyzowanych radiostacji własnego pomysłu typu AP.
Do końca 1942 wyprodukowano ok. 200 radiostacji. Jeden z pierwszych egzemplarzy zabrał ze sobą gen. Władysław Anders w kwietniu 1942, w podróży z Londynu do Uzbekistanu. Posłużyła m.in. do łączności pomiędzy podlondyńskim Stanmore a Taszkentem. W 1943 wyprodukowano 543 radiostacje, w 1944 aż 1000 radiostacji różnych typów. Co najmniej 600 przekazano brytyjskiemu wywiadowi wojskowemu MI6 oraz SOE, trafiły także do francuskiego Resistance. Około 400 radiostacji zrzucono na potrzeby Armii Krajowej oraz SOE, które dostarczało je ruchom oporu w krajach okupowanych.
W Stanmore produkowano stacje nadawczo-odbiorcze, oznaczone A (AP) oraz B (BP). Miały zwartą konstrukcję, niewielkie rozmiary (280 × 210 × 100 mm) i wagę 6 kg, były solidnie wykonane oraz trudne do wykrycia podczas pracy. Dlatego w 1942 Polskie Wojskowe Warsztaty Radiowe uznano za placówkę wojskową, podporządkowano ją wspólnemu polsko-brytyjskiemu kierownictwu. Dzięki temu otrzymywała przydziały niezbędnych podzespołów.
W aluminiowej skrzynce z odchylaną pokrywą, znajdowały się wszystkie podzespoły i akcesoria oraz instrukcja obsługi. Klucz telegraficzny montowano zwykle na płycie czołowej. Zamiast wskaźników wychyłowych były wskaźniki świetlne: żarówki i neonówki. Radiostacja była zasilana z sieci prądu zmiennego o napięciu 120/220 V, z baterii akumulatorów i przetwornicy wibratorowej, z ręcznego generatora. Stale ją doskonalono, za najlepszy uznaje się model AP-5 o maksymalnym zasięgu do 1500 km. W wersji dla Polaków radiostacja pracowała w zakresie 12–14 MHz, w wersji dla Brytyjczyków (mniejszy zasięg) wystarczał zakres do 8 MHz.